# A-Juniorinnen Handball-Bundesliga
Die Deutsche Jugendbundesliga der wA-Jugend (JBLH weiblich) ist ab der Saison 2013/14 die höchste zu erreichende Spielklasse für Mannschaften der weiblichen A-Jugend im Handball. Im Rahmen des Wettbewerbs ermittelt der DHB den deutschen Meister dieser Altersklasse.

## Modus
In der Saison 2013/14 nehmen 32 Mannschaften an der Bundesliga teil, wobei die Anzahl der Mannschaften in den folgenden Spielzeiten reduziert werden soll. Die Vereine werden durch den DHB in insgesamt acht Vierergruppen eingeteilt, welche jeweils an vier Turnierwochenenden ausgespielt werden. Die beiden Erstplatzierten jeder Staffel qualifizieren sich für die weiterführenden Runden, die im K.-o.-System ausgespielt werden.
Im Gegensatz zur Bundesliga im männlichen Jugendbereich findet die Spielklasse als Parallelspielbetrieb statt, so dass die Teilnehmerinnen der JBLH weiblich auch an den Spielklassen ihres Landes- oder Regionalverbandes teilnehmen dürfen.

## Titelträgerinnen
| Jahr | Meister                   | Vizemeister             |
| ---- | ------------------------- | ----------------------- |
| 2014 | TSV Bayer 04 Leverkusen   | HSG Hannover-Badenstedt |
| 2015 | TSV Bayer 04 Leverkusen   | HSG Blomberg-Lippe      |
| 2016 | Buxtehuder SV             | TSV Bayer 04 Leverkusen |
| 2017 | Buxtehuder SV             | TSV Bayer 04 Leverkusen |
| 2018 | TSV Bayer 04 Leverkusen   | Buxtehuder SV           |
| 2019 | Borussia Dortmund         | TSV Bayer 04 Leverkusen |
| 2020 |                           |                         |
| 2021 | HC Leipzig                | TSV Bayer 04 Leverkusen |
| 2022 | TSV Bayer 04 Leverkusen   | HSG Blomberg-Lippe      |
| 2023 | HSG Blomberg-Lippe        | HC Leipzig              |
| 2024 | Frankfurter Handball Club | Buxtehuder SV           |
| 2025 | HC Leipzig                | Borussia Dortmund       |